# Holger Rune
Holger Vitus Nødskov Rune (ur. 29 kwietnia 2003 w Gentofte) – duński tenisista, reprezentant kraju w Pucharze Davisa.

## Kariera tenisowa
W 2014 roku został mistrzem Danii do lat 12 w grze mieszanej. Jego partnerką była Clara Tauson. W 2017 roku zwyciężył w mistrzostwach Europy do lat 14 w grze pojedynczej. W 2019 roku, w wieku 15 lat, zdobył tytuł halowego mistrza kraju, zostając tym samym najmłodszym triumfatorem mistrzostw Danii w grze pojedynczej w historii.
Startując w grze pojedynczej juniorów, Rune w 2019 roku wygrał French Open w grze pojedynczej chłopców. W finale pokonał Toby’ego Kodata wynikiem 6:3, 6:7(5), 6:0. Pod koniec października 2019 roku zwyciężył z Haroldem Mayotem w turnieju ITF World Tennis Tour Junior Finals, a 28 października 2019 został liderem juniorskiego rankingu ITF.
W cyklu ATP Tour Rune wygrał pięć turniejów w grze pojedynczej z jedenastu rozegranych finałów.
Od kwietnia 2018 roku reprezentuje Danię w Pucharze Davisa.
W rankingu gry pojedynczej najwyżej był na 4. miejscu (21 sierpnia 2023), a w klasyfikacji gry podwójnej na 174. pozycji (26 września 2022).

### Historia występów wielkoszlemowych w grze pojedynczej
Legenda
     W, wygrany turniej
     F, przegrana w finale
     SF, przegrana w półfinale
     QF, przegrana w ćwierćfinale
     xR, przegrana w x rundzie
     Qx, przegrana w x rundzie kwalifikacji
     A, brak startu
     NH, turniej nie odbył się
| Turniej         | 2020 | 2021 | 2022 | 2023 | 2024 | 2025 | Tytuły | Z–P     |
| --------------- | ---- | ---- | ---- | ---- | ---- | ---- | ------ | ------- |
| Australian Open | A    | A    | 1R   | 4R   | 2R   | 4R   | 0 / 4  | 7 – 4   |
| French Open     | A    | A    | QF   | QF   | 4R   |      | 0 / 3  | 10 – 3  |
| Wimbledon       | NH   | A    | 1R   | QF   | 4R   |      | 0 / 3  | 7 – 3   |
| US Open         | A    | 1R   | 3R   | 1R   | 1R   |      | 0 / 4  | 1 – 4   |
|                 |      |      |      |      |      |      |        |         |
| Bilans spotkań  | 0–0  | 0–1  | 5–4  | 10–4 | 7–4  | 3–1  | 0 / 14 | 25 – 14 |

### Finały w turniejach ATP Tour
| Legenda                                      |
| -------------------------------------------- |
| Wielki Szlem                                 |
| Igrzyska olimpijskie                         |
| Tennis Masters Cup / ATP Finals              |
| ATP Masters Series / ATP Tour Masters 1000   |
| ATP International Series Gold / ATP Tour 500 |
| ATP International Series / ATP Tour 250      |

#### Gra pojedyncza (5–6)
| Końcowy wynik | Nr | Data                 | Turniej      | Nawierzchnia  | Przeciwnik              | Wynik finału     |
| ------------- | -- | -------------------- | ------------ | ------------- | ----------------------- | ---------------- |
| Zwycięzca     | 1. | 1 maja 2022          | Monachium    | Ceglana       | Botic van de Zandschulp | 3:4 krecz        |
| Finalista     | 1. | 2 października 2022  | Sofia        | Twarda (hala) | Marc-Andrea Hüsler      | 4:6, 6:7(8)      |
| Zwycięzca     | 2. | 23 października 2022 | Sztokholm    | Twarda (hala) | Stefanos Tsitsipas      | 6:4, 6:4         |
| Finalista     | 2. | 30 października 2022 | Bazylea      | Twarda (hala) | Félix Auger-Aliassime   | 3:6, 5:7         |
| Zwycięzca     | 3. | 6 listopada 2022     | Paryż        | Twarda (hala) | Novak Đoković           | 3:6, 6:3, 7:5    |
| Finalista     | 3. | 16 kwietnia 2023     | Monte Carlo  | Ceglana       | Andriej Rublow          | 7:5, 2:6, 5:7    |
| Zwycięzca     | 4. | 23 kwietnia 2023     | Monachium    | Ceglana       | Botic van de Zandschulp | 6:4, 1:6, 7:6(3) |
| Finalista     | 4. | 21 maja 2023         | Rzym         | Ceglana       | Daniił Miedwiediew      | 5:7, 5:7         |
| Finalista     | 5. | 7 stycznia 2024      | Brisbane     | Twarda        | Grigor Dimitrow         | 6:7(5), 4:6      |
| Finalista     | 6. | 16 marca 2025        | Indian Wells | Twarda        | Jack Draper             | 2:6, 2:6         |
| Zwycięzca     | 5. | 20 kwietnia 2025     | Barcelona    | Ceglana       | Carlos Alcaraz          | 7:6(6), 6:2      |

### Finały juniorskich turniejów wielkoszlemowych

#### Gra pojedyncza (1–0)
| Końcowy wynik | Nr | Data           | Turniej            | Nawierzchnia | Przeciwnik | Wynik finału     |
| ------------- | -- | -------------- | ------------------ | ------------ | ---------- | ---------------- |
| Zwycięzca     | 1. | 8 czerwca 2019 | French Open, Paryż | Ceglana      | Toby Kodat | 6:3, 6:7(5), 6:0 |